# Góra Fridtjofa Nansena
Góra Fridtjofa Nansena (ang. Mount Fridtjof Nansen) – szczyt w Górach Królowej Maud w Górach Transantarktycznych w Antarktydzie Wschodniej.

## Nazwa
Nazwany przez Roalda Amundsena (1872–1928) na cześć norweskiego polarnika Fridtjofa Nansena (1861–1930), który wspierał wyprawę Amundsena na biegun południowy .

## Geografia
Góra Fridtjofa Nansena leży w Górach Królowej Maud w Górach Transantarktycznych w Antarktydzie Wschodniej . Wznosi się na wysokość 4070 m n.p.m.  pomiędzy Lodowcem Axela Heiberga i Strom Glacier . Ogranicza od wschodu Liv Glacier .

## Historia
Góra została odkryta w listopadzie 1911 roku przez Roalda Amundsena . Po raz pierwszy została zdobyta w 1962 roku przez W. Herberta, V. McGregora, P. Ordway’a i K. Paina . Wówczas był to najwyższy zdobyty szczyt Antarktydy .